# Alfred de Musset
Pour les articles homonymes, voir Musset.
Alfred de Musset est un poète, dramaturge et écrivain français de la période romantique, né le 11 décembre 1810 à Paris, où il meurt le 2 mai 1857.
Il fréquente les poètes du Cénacle de Charles Nodier et publie à 19 ans Contes d'Espagne et d'Italie, son premier recueil poétique. Il commence alors à mener une vie de « dandy débauché », marquée par sa liaison avec George Sand, tout en écrivant des pièces de théâtre : À quoi rêvent les jeunes filles en 1832, Les Caprices de Marianne en 1833, puis le drame romantique Lorenzaccio — son chef-d'œuvre —, Fantasio et On ne badine pas avec l'amour. Il publie parallèlement des poèmes tourmentés comme la Nuit de mai et la Nuit de décembre en 1835, puis La Nuit d'août (1836), La Nuit d'octobre (1837) et un roman autobiographique, La Confession d'un enfant du siècle, en 1836.
Dépressif et alcoolique, il écrit de moins en moins après l'âge de 30 ans. On peut cependant relever les poèmes Tristesse, Une soirée perdue (1840), Souvenir en 1845 et diverses nouvelles (Histoire d'un merle blanc, 1842). Il reçoit la Légion d'honneur en 1845 et est élu à l'Académie française en 1852 au fauteuil 10. Il écrit des pièces de commande pour Napoléon III. Mort à 46 ans, il est enterré dans la discrétion au cimetière du Père-Lachaise.
Redécouvert au XXe siècle, notamment dans le cadre du TNP de Jean Vilar et Gérard Philipe, Alfred de Musset est désormais considéré comme un des plus grands écrivains romantiques français, dont le théâtre et la poésie lyrique montrent une sensibilité extrême, une interrogation sur la pureté et la débauche (Gamiani ou Deux nuits d'excès, 1833), une exaltation de l'amour et une expression sincère de la douleur. Sincérité qui renvoie à sa vie tumultueuse, qu'illustrent emblématiquement ses relations avec George Sand ou Pauline Garcia.

## Biographie

### Enfance
Né sous le Premier Empire, le 11 décembre 1810, dans la rue des Noyers (incorporée au boulevard Saint-Germain au milieu du XIXe siècle), Alfred de Musset appartient à une famille aristocratique, affectueuse et cultivée, lui ayant transmis le goût des lettres et des arts. Il prétend avoir pour arrière-grand-tante Jeanne d'Arc (son ancêtre Denis de Musset ayant épousé Catherine du Lys) et être cousin de la branche cousine de Joachim du Bellay,. Une de ses arrière-grand-mères est Marguerite Angélique du Bellay, femme de Charles-Antoine de Musset.
Son père, Victor Donatien de Musset-Pathay, est un haut fonctionnaire, chef de bureau au ministère de la Guerre, et un homme de lettres né le 5 juin 1768 près de Vendôme,. Aristocrate libéral, il a épousé le 2 juillet 1801 Edmée-Claudette-Christine Guyot des Herbiers, née le 14 avril 1780, fille de Claude-Antoine Guyot des Herbiers (dit Guyot-Desherbiers). Le couple a eu quatre enfants : Paul-Edme, né le 7 novembre 1804, Louise-Jenny, née et morte en 1805, Alfred, né le 11 décembre 1810 et Charlotte-Amélie-Hermine, née le 1er novembre 1819.
Son grand-père était poète, et son père était un spécialiste de Jean-Jacques Rousseau, dont il édita les œuvres. La figure de Rousseau jouera en l'occurrence un rôle essentiel dans l'œuvre du poète. Il lui a rendu hommage à plusieurs reprises, attaquant au contraire violemment Voltaire, l'adversaire de Rousseau. Son parrain, chez qui il passe des vacances dans la Sarthe au château de Cogners, est l'écrivain Musset de Cogners.
L'histoire veut que lors d'un de ses séjours dans le château de son parrain, la vue qu'il avait depuis sa chambre sur le clocher de l’église de Cogners lui ait inspiré la Ballade à la Lune. Par ailleurs, il retranscrira toute la fraîcheur du calme et de l'atmosphère de Cogners dans ses deux pièces de théâtre On ne badine pas avec l'amour et Margot.

### Scolarité
En octobre 1819, alors qu'il n'a pas encore neuf ans, il est inscrit en classe de sixième au collège Henri-IV – on y trouve encore une statue du poète –, où il a pour condisciple et ami un prince du sang, le duc de Chartres, fils du duc d'Orléans, et obtient en 1827 le deuxième prix de dissertation latine au Concours général.
Après son baccalauréat, il suit des études, vite abandonnées, de médecine, de droit et de peinture jusqu'en 1829, mais il s'intéresse surtout à la littérature. Il fait preuve d'une grande aisance d'écriture, se comportant comme un virtuose de la jeune poésie. Le 31 août 1828 paraît à Dijon, dans Le Provincial, le journal d'Aloysius Bertrand, Un rêve, ballade signée « ADM ». La même année, il publie L'Anglais mangeur d'opium, une traduction française peu fidèle des Confessions d'un mangeur d'opium anglais de Thomas de Quincey.

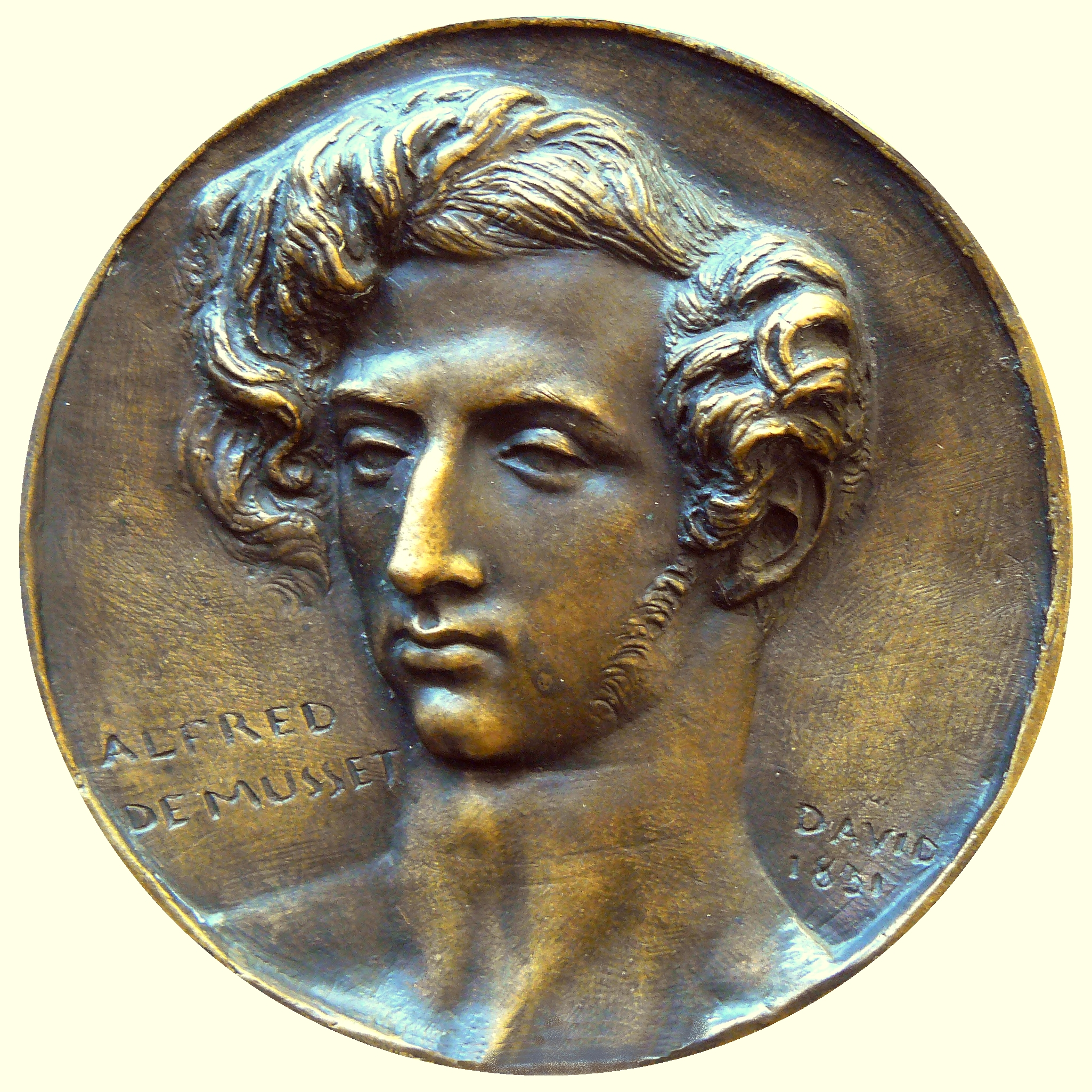
Portrait en médaillon d'Alfred de Musset par David d'Angers (1831), département des monnaies, médailles et antiques de la Bibliothèque nationale de France, Paris.

Grâce à Paul Foucher, beau-frère de Victor Hugo, il fréquente dès l'âge de 17 ans le « Cénacle », ainsi que le salon de Charles Nodier à la Bibliothèque de l'Arsenal. Il témoigne de la sympathie pour Sainte-Beuve et Vigny, et se refuse à aduler le « maître » Victor Hugo. Il moquera notamment les promenades nocturnes du « cénacle » sur les tours de Notre-Dame. Il commence alors à mener une vie de « dandy débauché ».

### Poète
Il publie en 1829 son premier recueil poétique, les Contes d'Espagne et d'Italie, salués par Pouchkine. Il est d'ailleurs le seul poète français de son temps que le poète russe apprécie vraiment. En 1830, à 20 ans, sa notoriété littéraire naissante s'accompagne déjà d'une réputation sulfureuse alimentée par son côté dandy et ses débauches répétées dans la société des demi-mondaines parisiennes. La même année, la révolution et les journées des Trois Glorieuses donnent le trône au duc d'Orléans et son ancien condisciple, le duc de Chartres, devient prince royal.

### Auteur de théâtre
En décembre 1830, il écrit sa première pièce de théâtre (seul ce genre littéraire apporte alors argent et notoriété aux auteurs) : sa comédie en un acte, La Nuit vénitienne, donnée le 1er décembre 1830 à l'Odéon, est un échec accablant. L'auteur déclare « adieu à la ménagerie, et pour longtemps », comme il l'écrit à Prosper Chalas.
S'il refuse la scène, Musset n'en garde pas moins le goût du théâtre. Il choisit dès lors de publier des pièces dans la Revue des Deux Mondes, avant de les regrouper en volume sous le titre explicite Un Spectacle dans un fauteuil. La première livraison, en décembre 1832 se compose de trois poèmes, d'un drame, La Coupe et les Lèvres, d'une comédie, À quoi rêvent les jeunes filles et d'un conte oriental, Namouna. Musset exprime déjà dans ce recueil la douloureuse morbidité qui lie débauche et pureté, dans son œuvre.
À 22 ans, le 8 avril 1832, Musset est anéanti par la mort de son père, dont il était très proche, victime de l'épidémie de choléra.

### George Sand
En novembre 1833, il part pour Venise, en compagnie de George Sand, dont il a fait la connaissance lors d'un dîner donné aux collaborateurs de la Revue des deux Mondes le 19 juin. Mais Musset fréquente les grisettes pendant que George Sand est malade de la dysenterie et lorsqu'elle est guérie, Musset tombe malade à son tour, George Sand devenant alors la maîtresse de son médecin, Pietro Pagello.
Ce voyage lui inspirera Lorenzaccio, considéré comme le chef-d'œuvre du drame romantique, qu'il écrit en 1834.

### Chefs-d'œuvre
De retour à Paris, le 12 avril 1834, il publie la deuxième livraison de son « Spectacle dans un fauteuil », comprenant Les Caprices de Marianne, parue en revue en 1833, Lorenzaccio, inédit, André del Sarto (1833), Fantasio (1834) et On ne badine pas avec l'Amour (1834). Le Chandelier paraît dans la Revue des deux Mondes en 1835, Il ne faut jurer de rien en 1836 et Un caprice en 1837.
Il écrit également des nouvelles en prose et La Confession d'un enfant du siècle, son autobiographie à peine déguisée dédiée à George Sand et dans laquelle il transpose les souffrances endurées.
De 1835 à 1837, Musset compose son chef-d'œuvre lyrique, Les Nuits, rivales de celles d'Edward Young, James Hervey ou Novalis. Ces quatre poèmes : la Nuit de mai et la Nuit de décembre en 1835, puis La Nuit d'août en 1836 et La Nuit d'octobre en 1837 – sont construits autour des thèmes imbriqués de la douleur, de l'amour et de l'inspiration. Très sentimentaux, ils sont désormais considérés comme l'une des œuvres les plus représentatives du romantisme français.
En 1836 il publie son roman autobiographique La Confession d'un enfant du siècle.

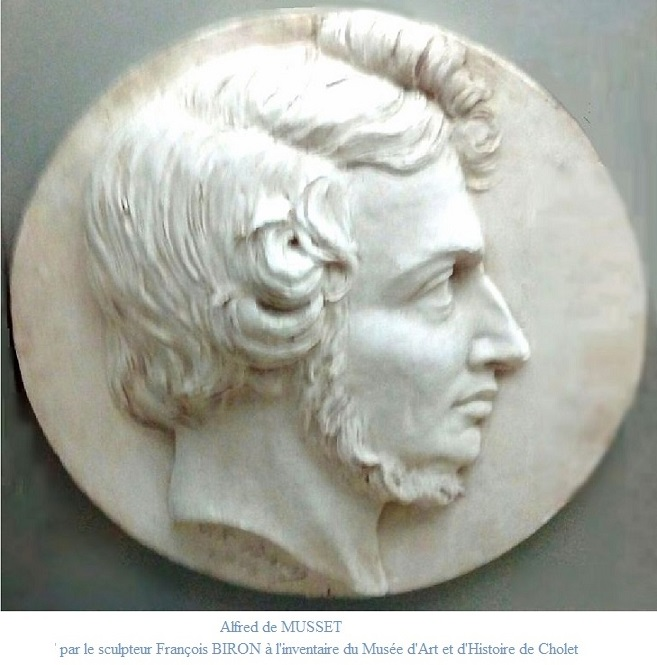
Alfred de Musset vu par le sculpteur François Biron (1849-1926)

### Vie sentimentale
Après sa séparation définitive d'avec George Sand, en mars 1835, il tombe amoureux de l'épouse d'un juriste et sœur de son ami Edmond d'Alton-Shée, pair de France, Caroline Jaubert, qu'il appelle "la petite fée blonde". Leur liaison dure trois semaines avant de reprendre à la fin de 1835 ou au début de 1836. Hôte assidu de son salon, il en fera sa « marraine » et sa confidente, notamment tout au long de leur correspondance, qui s'étend sur vingt-deux ans. C'est chez elle qu'il fait la connaissance, en mars 1837, d'Aimée-Irène d'Alton, sa cousine, avec laquelle il entame une liaison heureuse et durable. Elle lui propose même de l'épouser. Abandonnée par Musset pour Pauline Garcia, qui se refuse à lui, elle épousera son frère Paul le 23 mai 1861. Alfred rencontre, le 29 mai 1839, à la sortie du Théâtre-Français, la comédienne Rachel, qui l'emmène souper chez elle, ils ont une brève liaison en juin.
En 1842, la princesse Christine de Belgiojoso, amie de Caroline Jaubert, lui inspire une passion malheureuse.
Vers la fin du XIXe siècle, de nombreux articles de presse indiqueront qu'Alfred de Musset serait le père d'une fille « cachée » et connue sous le nom de Norma Tessum Onda, pseudonyme du modèle Joséphine-Marie Ménard, né en 1854. Cette affirmation s'avérera n'être qu'une supercherie.

### Retour au théâtre
De 1848 à 1850, il a une liaison avec la comédienne Mlle Despréaux, qui avait découvert Un caprice dans une traduction russe de Alexandra Mikhaïlovna Karatiguine à Saint-Pétersbourg, et l'avait créé au théâtre Michel, le théâtre français de Saint-Pétersbourg, en 1843, dans le rôle de Mme de Léry. Elle reprend la pièce au Théâtre-Français en 1847. C'est grâce à cette pièce que Musset rencontre enfin le succès au théâtre, Théophile Gautier qualifie la pièce, dans La Presse, « tout bonnement de grand événement littéraire. »

### Bibliothécaire
Grâce à l'amitié du duc d'Orléans, il est nommé bibliothécaire du ministère de l'Intérieur le 19 octobre 1838. Le duc d'Orléans meurt accidentellement en 1842.
Après la Révolution française de 1848, ses liens avec la monarchie de Juillet lui valent d'être révoqué de ses fonctions par le nouveau ministre Ledru-Rollin, le 5 mai 1848. Puis, sous le Second Empire, il devient bibliothécaire du ministère de l'Instruction publique, avec des appointements de trois mille francs, le 18 mars 1853.
Nommé chevalier de la Légion d'honneur le 24 avril 1845, en même temps que Balzac, il est élu à l'Académie française le 12 février 1852 au siège 10 du baron Dupaty, après deux échecs en 1848 et 1850. La réception a lieu le 27 mai suivant. Il fête le même jour sa nomination comme chancelier perpétuel au bordel et ses débordements alcooliques lui valent, de la part d'Eugène de Mirecourt, la formule de « chancelant perpétuel » au « verre qui tremble ». Ces crises convulsives, associées à des troubles neurologiques, font penser à une syphilis au stade tertiaire qu'il aurait contractée dans un bordel à 15 ans.
En 1852, il a quelque temps, une liaison avec Louise Colet, la maîtresse de Flaubert.

### Décès
De santé fragile, mais surtout en proie à l'alcoolisme, à l'oisiveté et à la débauche, il meurt de la tuberculose le 2 mai 1857 à 3h15 du matin à son domicile du 6 rue du Mont-Thabor - Paris 1er, quelque peu oublié. Cependant Lamartine, Mérimée, Vigny et Théophile Gautier assistent à ses obsèques en l'église Saint-Roch. On n’a révélé la mort de son fils à sa mère, qui était partie vivre chez sa fille Hermine à Angers, qu’après son enterrement.

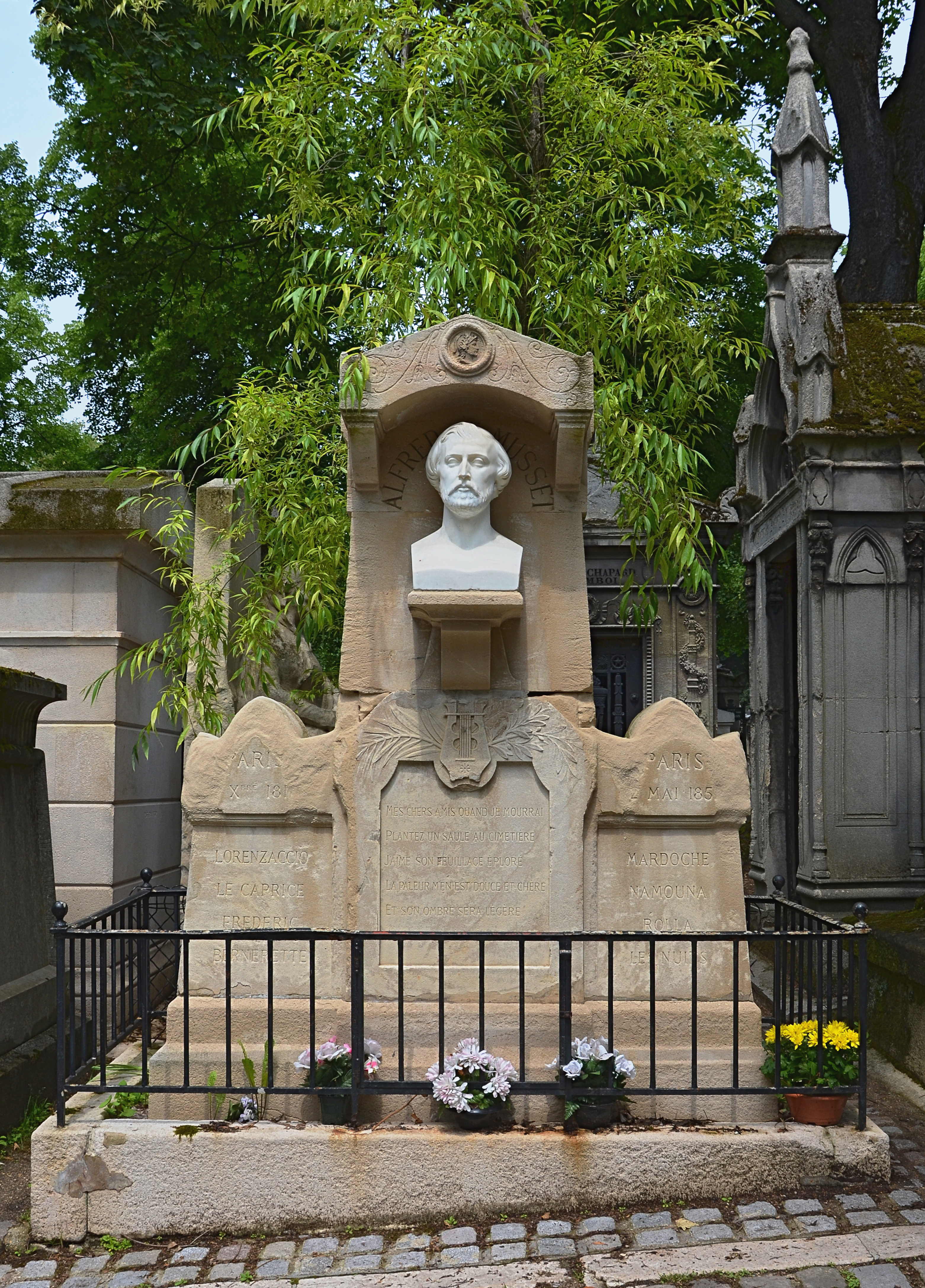
Tombe d'Alfred de Musset au cimetière du Père-Lachaise.

Le poète est inhumé à Paris, au cimetière du Père Lachaise (4ème division), où son monument funéraire se dresse sur l'avenue principale.
Sur la pierre sont gravés les six octosyllabes de son élégie Lucie :
Mes chers amis, quand je mourrai,

Plantez un saule au cimetière.

J’aime son feuillage éploré ;

La pâleur m’en est douce et chère,

Et son ombre sera légère

À la terre où je dormirai.
et sur la face arrière, le poème Rappelle-toi :
Rappelle-toi, quand sous la froide terre

Mon cœur brisé pour toujours dormira ;

Rappelle-toi, quand la fleur solitaire

Sur mon tombeau doucement s'ouvrira.

Je ne te verrai plus ; mais mon âme immortelle

Reviendra près de toi comme une sœur fidèle.

Écoute, dans la nuit,

Une voix qui gémit :

Rappelle-toi.
En 1859, George Sand publie Elle et Lui, roman épistolaire d'inspiration autobiographique. Elle y révèle en particulier l’héautoscopie dont souffrait Musset, forme de dépersonnalisation qui explique le caractère hallucinatoire de La Nuit de décembre. Jugeant son frère calomnié par l'ensemble du roman, Paul de Musset lui réplique, six mois plus tard, en faisant paraître Lui et Elle.

## Œuvres

### Ordre chronologique
- À Mademoiselle Zoé le Douairin (1826)
- Un rêve (1828)
- L'Anglais mangeur d'opium (1828), traduction de Thomas de Quincey
- Contes d'Espagne et d'Italie (1830)
- La Quittance du diable (1830)
- La nuit vénitienne (1830)
- Un spectacle dans un fauteuil, première livrée en vers) (1832)
- Les Caprices de Marianne (1833)
- Rolla (1833)
- André del Sarto (1833)
- Gamiani ou deux nuits d'excès (1833)
- Fantasio (1834)
- On ne badine pas avec l'amour (1834)
- Lorenzaccio (1834)
- La Quenouille de Barberine (1835)
- La Nuit de mai (1835)
- La Nuit de décembre (1835)
- Le Chandelier (1835)
- Il ne faut jurer de rien (1836)
- Lettre à M. de Lamartine (1836)
- Faire sans dire (1836)
- La Nuit d'août (1836)
- Chanson de Barberine (1836)
- La Confession d'un enfant du siècle (1836)
- Un caprice (1837)
- La Nuit d'octobre (1837)
- À la Malibran (1837)
- Emmeline (1837)
- Lettres de Dupuis et Cotonet (1837)
- Le Fils du Titien (1838)
- Frédéric et Bernerette (Wikisource) (sur Wikisource) (1838)
- L'Espoir en Dieu (1838)
- La Nuit d'avril (1838)
- Dupont et Durand (1838)
- Margot (1838)
- Croisilles 1839
- Les Deux Maîtresses (1840)
- Tristesse (1840)
- Une Soirée perdue (1840)
- Souvenir (1841)
- Le Voyage où il vous plaira (contribution très légère à une oeuvre de P.-J. Stahl) (1842)
- Sur la paresse (1842)
- Histoire d'un merle blanc (1842)
- Après une lecture (1842)
- Pierre et Camille (1844)
- Le Secret de Javotte (1844)
- Les Frères Van Buck (1844)
- Il faut qu'une porte soit ouverte ou fermée (1845)
- Mimi Pinson (1845)
- Louison (1849)
- L'Habit vert (en collaboration) (1849)
- On ne saurait penser à tout (1849)
- Carmosine (1850)
- Bettine (1851)
- Faustine (1851)
- La Mouche (1853)
- L'Âne et le Ruisseau (1855)
- Retour ou Le Havre (1855)

### Classement par genres

#### Pièces de théâtre
- La Quittance du diable (1830)
- La Nuit vénitienne (1830)
- La Coupe et les lèvres (1832)
- À quoi rêvent les jeunes filles (1832)
- André del Sarto (1833)
- Les Caprices de Marianne (1833)
- Lorenzaccio (1834)
- Fantasio (1834)
- On ne badine pas avec l'amour (1834)
- La Quenouille de Barberine (1835)
- Le Chandelier (1835)
- Il ne faut jurer de rien (1836)
- Faire sans dire (1836)
- Un caprice (1837)
- Il faut qu'une porte soit ouverte ou fermée (1845)
- L'Habit vert (1849)
- Louison (1849)
- On ne saurait penser à tout (1849)
- Carmosine (1850)
- Bettine (1851)
- L'Âne et le Ruisseau (1855)

#### Romans
- Gamiani ou deux nuits d'excès (1833)
- La Confession d'un enfant du siècle (1836)

#### Contes et nouvelles
- Emmeline (1837)
- Le Fils du Titien (1838)
- Frédéric et Bernerette (1838)
- Margot (1838)
- Croisilles (1839)
- Les Deux Maîtresses (1840)
- Histoire d'un merle blanc (1842)
- Pierre et Camille (1844)
- Le Secret de Javotte (1844)
- Les Frères Van Buck (1844)
- Mimi Pinson (1845)
- La Mouche (1853)

#### Poésies
- À Mademoiselle Zoé le Douairin (1826)
- Un rêve (1828)
- Contes d'Espagne et d'Italie (1830)
- Namouna (1832)
- Rolla (1833)
- L'Espoir en Dieu (1838)
- La Nuit de mai (1835)
- La Nuit de décembre (1835)
- La Nuit d'août (1836)
- La Nuit d'octobre (1837)
- La Nuit d'avril (1838)
- Chanson de Barberine (1836)
- À la Malibran (1837)
- Tristesse (1840)
- Une soirée perdue (1840)
- Souvenir (1841)
- Le Voyage où il vous plaira (1842)
- Sur la paresse (1842)
- Après une lecture (1842)
- Poésies nouvelles (1850)
- Adieu (1850)
- Faustine (1851)
- Chanson de Fortunio (1852)
- Poésies posthumes (1888)
- A pépa (1829)
- A.M.A.T
- Par un mauvais temps

#### Autres
- L'Anglais mangeur d'opium (1828), traduction de Confessions of an English Opium-Eater (1822), par Thomas de Quincey
- Lettre à M. de Lamartine (1836)
- Lettres de Dupuis et Cotonet (1837)
- Dupont et Durand (1838)

## Jugements de quelques contemporains

### Charles Baudelaire
« Faculté poétique ; mais peu joyeux. [...] Mauvais poëte d’ailleurs. [...] Croquemitaine langoureux. De l’école mélancolico-farceuse. »

### Gustave Flaubert
« Personne n’a fait de plus beaux fragments que Musset, mais rien que des fragments ; pas une œuvre ! Son inspiration est toujours trop personnelle, elle sent le terroir, le Parisien, le gentilhomme ; [...] charmant poète, d’accord ; mais grand, non. »

### Edmond et Jules de Goncourt
« Musset ? Le jockey de Lord Byron. »
« Musset : Byron traduit par Murger. »

### Victor Hugo
« Musset est un poète charmant, léger, délicat. [...] Grand ? non pas. [...] Si Musset a atteint la grandeur, c’est exceptionnellement, comme Béranger a atteint la poésie, par un coup d’aile qui ne s’est pas soutenu. Il a beaucoup imité Byron. [...] Il est très inférieur à Lamartine. »

## Postérité

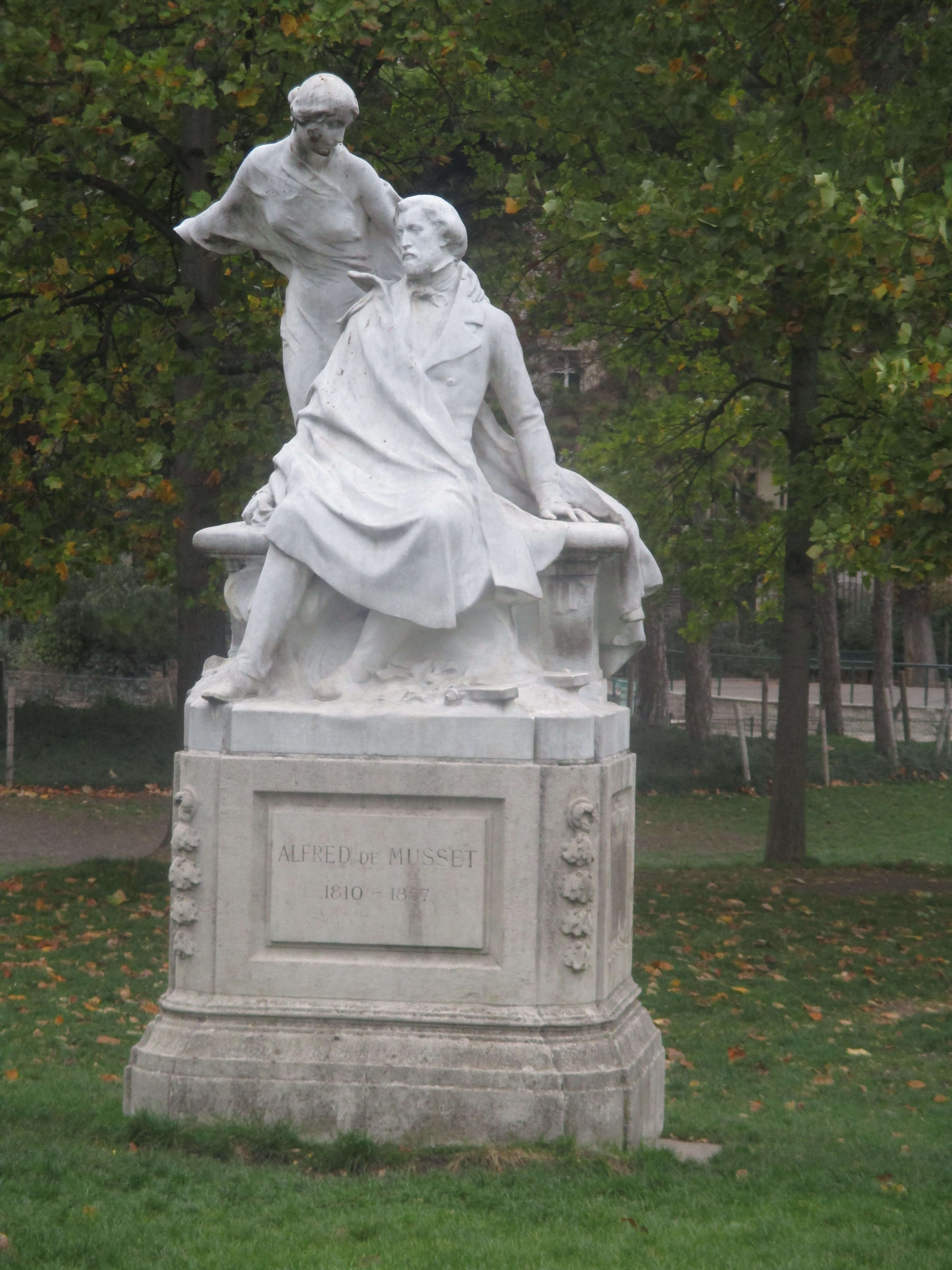
Statue d'Alfred de Musset et de sa muse au parc Monceau.

Redécouvert au XXe siècle, Alfred de Musset est désormais considéré comme un des grands écrivains romantiques français, dont le théâtre et la poésie lyrique montrent une sensibilité extrême, une interrogation sur la pureté et la débauche, une exaltation de l'amour et une expression sincère de la douleur. Sincérité qui renvoie à sa vie tumultueuse qu'illustre emblématiquement sa relation avec George Sand.
Son frère aîné Paul de Musset jouera un grand rôle dans la redécouverte de l'œuvre d'Alfred de Musset, par la rédaction de biographies et la réédition d'un grand nombre de ses œuvres, comme La Mouche ou les Caprices de Marianne.
L'un des textes de son recueil Poésies posthumes, intitulé Nous venions de voir le taureau, a été mis en musique par Léo Delibes en 1874 sous le nom Les Filles de Cadix. Édouard Lalo compose trois mélodies sur des poèmes d'Alfred de Musset, À une fleur, Chanson de Barberine et La Zuecca, Ballade à la lune.
Son drame La Coupe et les Lèvres a été à la base de l'opéra Edgar de Giacomo Puccini (1889).
En 1902, Charles Maurras consacre Les Amants de Venise à la relation que Musset entretint avec George Sand. Analysant avec bienveillance les affres de leur passion, il décèle dans son issue tragique la preuve des dérèglements du romantisme qui ne recherche l'amour que pour ses transports. Pour Maurras, les âmes éduquées par la société et élevées par la religion ne doivent s'adonner à l'amour qu'à des fins supérieures.
Un monument intitulé Le Rêve du poète, œuvre d'Alphonse de Moncel (1910), lui rend hommage dans le jardin de la Nouvelle-France (Paris).
De nos jours, l’œuvre du poète est revisitée par d'autres poètes sur les réseaux sociaux tels que Yvon Jean et Tina Noiret.

## Poèmes mis en musique
- Hector Berlioz : Aubade pour voix et ensemble de cuivres, sur le poème Le Lever (1839) ;
- Charles Gounod : Venise (1849), avec piano ;
- Édouard Lalo : Trois mélodies, À une fleur, Chanson de Barberine, La Zuecca (1870) ;
- Claude Debussy : Madrid (1879), Rondeau (1881), Chanson espagnole (1883) ;
- Pauline Viardot : Deux mélodies, Madrid et Les Filles de Cadix (1887) ;
- Alfred Bruneau : La Nuit de Mai, mélodrame pour récitant, harpe et quatuor à cordes (1886) ;
- Marie-Caroline Drummond de Melfort : Tout passe ! (1901)
- Tanguy Pochoy : Adieu, Poésies nouvelles (2016)[34] ;
- Laurent de Kiev : L'espoir en Dieu, chanson française contemporaine (2021)[35].

## Hommages
Une rue de Lyon porte son nom : la rue Alfred-de-Musset, dans le quartier de Montchat.

## Éditions des œuvres
- Œuvres complètes, texte établi et annoté par Maurice Allem, Gallimard, Bibliothèque de la Pléiade, 3 tomes (poésies complètes, théâtre complet, œuvres complètes en prose), 1933, 1934 et 1938, 976, 1712 et 1344 p.. Le tome sur le théâtre a été remplacé par le suivant.
- Théâtre complet, texte établi et annoté par Simon Jeune, Gallimard, Bibliothèque de la Pléiade, 1990, 1368 p..
- Poésies, édition de Émile Henriot et Jean Le Maire, Paris, Hachette, 1949. Cette édition s'appuie sur le texte de 1854.
- Œuvres, 12 volumes (poésies : 3 volumes ; proses : 5 volumes ; théâtre : 4 volumes), illustrations d'Umberto Brunelleschi, décoration typographique de Roger Schardner, 1.400 exemplaires numérotés, Presses de Viglino / Au Moulin de Pen Mur, 1946-1949.
- Poésies complètes, édition présentée et annotée par Frank Lestringant, Paris, Le Livre de poche classique, 2006, no 21004, 896 p.. Cette édition rompt avec la tradition. Elle retient le texte de 1840, et non plus celui de 1854.

## Voir aussi

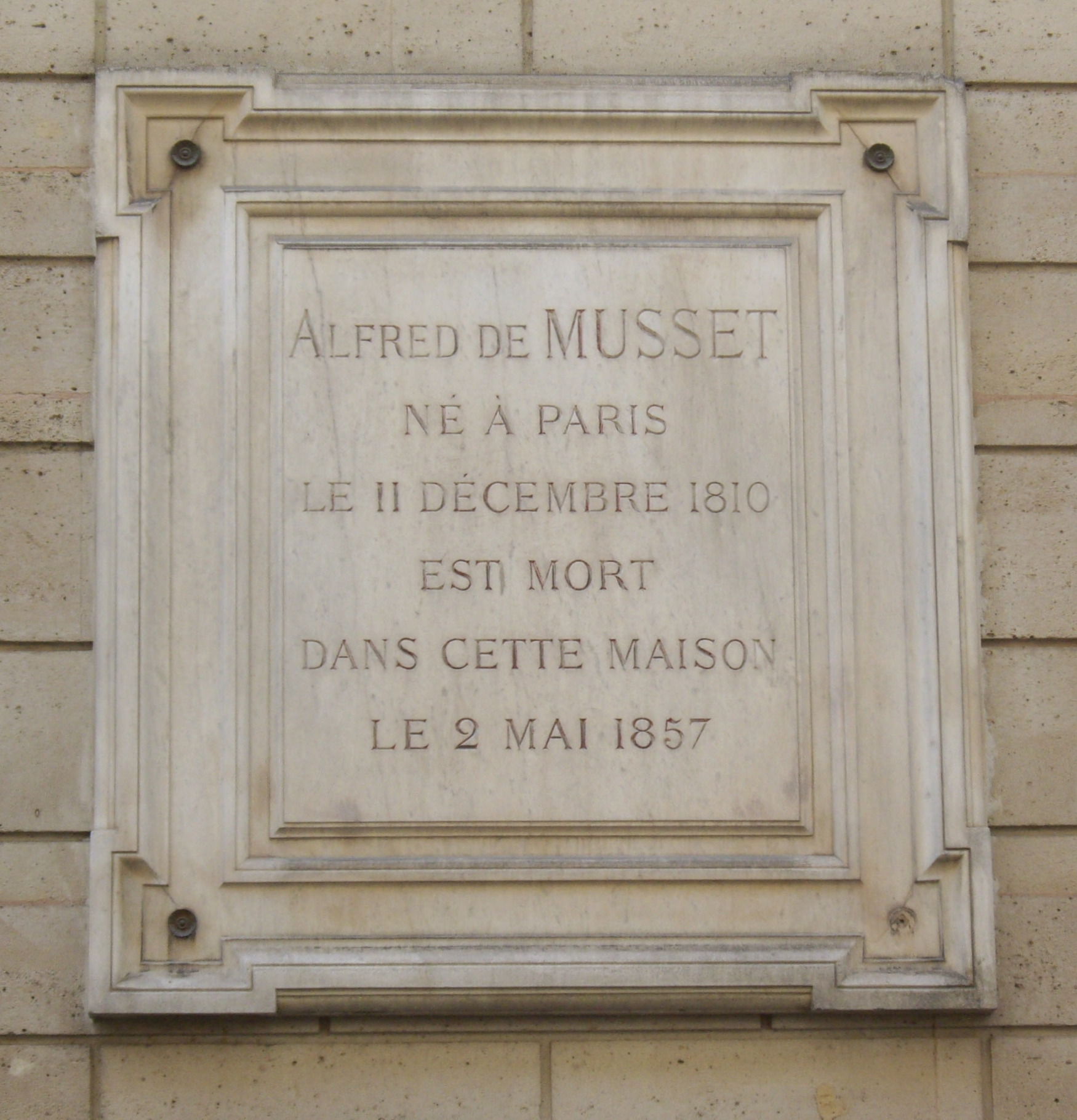
Plaque rue du Mont-Thabor.

#### Ouvrages
- Maurice Allem, Alfred de Musset, Grenoble, Arthaud, 1948.
- Jean Louis Backès, José-Luis Diaz (dir.), Alfred de Musset : poésies, « faire une perle d'une larme » : actes du colloque d'agrégation du 2 décembre 1995, Paris, SEDES, 1995.
- Laurent Bourdelas, L'Ivresse des rimes, Paris, Stock, 2011.
- Augustin Cabanès, Alfred de Musset, in : Grands névropathes, t. 2, p. 183-234, Paris, Albin Michel, 1931.
- Marielle Caors, George Sand, Alfred de Musset et Venise, Paris, Royer, 1995.
- John Charpentier, Alfred de Musset, Paris, Tallandier, 1938.
- Ariane Charton, Alfred de Musset, Paris, Gallimard, 2010.
- Maurice Donnay, Alfred de Musset, Paris, Hachette, 1914.
- Gilbert Ganne, Alfred de Musset : sa jeunesse et la nôtre, Paris, Perrin, 1970.
- Pierre Gastinel, Le Romantisme d'Alfred de Musset, Paris, Hachette, 1933.
- Emmanuel Godo, Une grâce obstinée, Musset, éditions du Cerf, 2010.
- Henri Guillemin, La Liaison Musset-Sand, Paris, Gallimard, 1972.
- Marthe de Hédouville, Alfred de Musset, Paris, Apostolat de la Presse, 1958.
- Émile Henriot, Alfred de Musset, Paris, Hachette, 1928.
- Léon Lafoscade, Le Théâtre d'Alfred de Musset, Paris, Hachette, 1901.
- Sylvain Ledda, Alfred de Musset : les Fantaisies d'un enfant du siècle, Paris, Gallimard, coll. « Découvertes Gallimard / Littératures » (no 560), 2010.
- Henri Lefebvre, Alfred de Musset dramaturge, Paris, L'Arche, 1955.
- Frank Lestringant, Musset, Paris, Flammarion, 1998.
- Paul Mariéton, Une histoire d'amour : George Sand et A. de Musset, Paris, Havard, 1897.
- Charles Maurras, Les Amants de Venise : George Sand et Musset, Paris, Fontemoing, 1902.
- Eugène de Mirecourt, Alfred de Musset, Paris, Roret, 1854.
- Paul de Musset, Biographie de Alfred de Musset : sa vie et ses œuvres, Paris, Éditions A. Lemerre, 1877, 365 p. (Wikisource) — Plusieurs rééditions, notamment à la suite des Œuvres complètes d'Alfred de Musset publiées (en 1877 puis rééditées) chez Charpentier, dont cette biographie constitue le 11e et dernier volume. Certains exemplaires contiennent des cartons pour les tomes 1, 2 et 10 de la série.
- Philippe Soupault, Alfred de Musset, Paris, Seghers, 1957.
- Henry Stanley Schwarz, Alfred de Musset : dramatiste, conteur, poète, New York, Prentice-Hall, 1931.
- Jean-Marie Thomasseau, Alfred de Musset, Lorenzaccio, Paris, Presses Universitaires de France, 1986.
- Maurice Toesca, Alfred de Musset ou l'Amour de la mort, Paris, Hachette, 1970.
- Philippe Van Tieghem, Musset, Paris, Hatier, 1969.
- Gisèle Séginger, Un lyrisme de la finitude. Musset et la poésie, Paris, Hermann, 2015.

#### Articles et chapitres de livres (sélection)
- Steve Murphy, « Musset, ‘‘quatorze fois exécrable’’ ? Lecture méthodique d’un ‘‘Sonnet’’ », Études françaises, vol. 41, no 3,‎ 2005, p. 81-95 (lire en ligne)
- Gilles Castagnès, « Musset, les romantiques et le Moyen Âge. Les enjeux d’une querelle », Études littéraires, vol. 37, no 2,‎ printemps 2006, p. 43-61 (lire en ligne)
- José-Luis Diaz, « ‘‘Nous tous, enfants perdus de cet âge critique’’ : la ‘‘génération de 1830’’ par elle-même », Romantisme, no 147,‎ 2010, p. 13-28 (lire en ligne)
- Sylvain Ledda et Esther Pinon, « Ce que la sociocritique fait au théâtre. Notes sur les comédies d’Alfred de Musset », Études françaises, vol. 58, no 3,‎ 2022, p. 51-64 (lire en ligne)

### Filmographie
En 1999, la liaison entre Alfred de Musset et George Sand a fait l'objet d'une adaptation cinématographique de Diane Kurys, Les Enfants du Siècle.
Les œuvres de Musset ont fait l'objet de plusieurs adaptations cinématographiques :
- Il faut qu'une porte soit ouverte ou fermée, un court métrage de Louis Cuny, sorti en 1950
- On ne badine pas avec l'amour, réalisé par Jean Desailly, sorti en 1955
- Il ne faut jurer de rien !, réalisé par Éric Civanyan, sorti en 2005
- Confession d'un enfant du siècle, réalisé par Sylvie Verheyde, sorti en 2012
- Le film Les Deux Amis, réalisé par Louis Garrel, sorti en 2015, propose une variation sur le thème des Caprices de Marianne.
- La Confession d'un enfant du siècle a également été adapté en un télé-film réalisé par Claude Santelli et présenté en 1974.

### Iconographie
Musset est l'un des cinq personnages du tableau George Sand dans l'atelier de Delacroix avec Musset, Balzac et Chopin réalisé par le peintre péruvien Herman Braun-Vega à la demande des Musées de Châteauroux, en 2004, à l'occasion du bicentenaire de la naissance de George Sand. Dans son commentaire du tableau, Braun-Vega évoque la relation entre Musset et George Sand. Le tableau est exposé pour la première fois en 2004-2005 au Couvent des Cordeliers de Châteauroux.